# Ziemia Częstochowska
Ziemia Częstochowska – periodyk Częstochowskiego Towarzystwa Naukowego, obecnie wydawany w zasadzie jako rocznik. Pierwszy numer ukazał się w 1934 r.

## Tematyka
Swoją tematyką porusza sprawy naukowe dotyczące regionu częstochowskiego, zawiera opracowania i prace oryginalne członków CzTN oraz sprawozdania z działania Towarzystwa.
W 2014 r. wydano 40 tom.